# Andrei Andreyevich Batyutin
Bản mẫu:Eastern Slavic name
Andrei Andreyevich Batyutin (tiếng Nga: Андрей Андреевич Батютин; sinh ngày 28 tháng 5 năm 1995) là một cầu thủ bóng đá người Nga. Anh thi đấu cho F.K. Ufa.

## Sự nghiệp câu lạc bộ
Anh ra mắt chuyên nghiệp tại Giải bóng đá chuyên nghiệp quốc gia Nga cho F.K. Krasnodar-2 vào ngày 12 tháng 8 năm 2014 trong trận đấu với FC Afips Afipsky.
Anh có màn ra mắt tại Giải bóng đá ngoại hạng Nga cho F.K. Ufa vào ngày 14 tháng 8 năm 2016 trong trận đấu với F.K. Tom Tomsk.